# Bellevue Hill
Bellevue Hill är en förort till Sydney i Australien. Den ligger i kommunen Woollahra och delstaten New South Wales, i den sydöstra delen av landet. Antalet invånare är 9 447.
Genomsnittlig årsnederbörd är 1 380 millimeter. Den regnigaste månaden är februari, med i genomsnitt 200 mm nederbörd, och den torraste är juli, med 36 mm nederbörd.